# AMD Hybrid Graphics
A tecnologia AMD Hybrid Graphics é uma marca coletiva da AMD para recursos de sua linha Radeon de GPUs discretas e integradas, promovendo maior desempenho e produtividade ao mesmo tempo em que reduz o consumo de energia.
A tecnologia era aplicada anteriormente apenas a chipsets selecionados das séries de chipsets AMD 700 e AMD 800.
A tecnologia foi anunciada como ATI Hybrid Graphics em 23 de janeiro de 2008, com placas de vídeo Radeon HD série 2400 e Radeon HD série 3400 suportando funcionalidade de gráficos híbridos. Originalmente, a ATI anunciou que esse recurso só seria suportado no Vista, mas em agosto de 2008 eles adicionaram suporte aos seus drivers do Windows XP. A arquitetura foi patenteada pela ATI em 2005. A geração anterior do Hybrid Crossfire emparelhou placas-mãe 890GX ou 880G (com Radeon HD4290 e HD 4250 respectivamente) da série de chipsets AMD 800 com uma placa de vídeo Radeon HD 5450, 5550, 5570 ou 5670 da série Radeon HD 5000. Informações mais recentes sugerem que as APUs AMD séries A6 e A8 podem ser usadas no Hybrid Crossfire (posteriormente chamado de "Dual Graphics") com placas de vídeo HD 6570/6670. APUs Trinity A-series de segunda geração com capacidade gráfica dupla, como a A8-5500 e a A10-5700, com GPUs HD série 7500/7600, baseadas no Socket FM2, eram esperadas para junho de 2012. Mais tarde, a marca mudou para AMD SmartShift.

## Tecnologias

### Hybrid CrossFire / Hybrid CrossFireX / Dual Graphics
O Hybrid CrossFireX é uma tecnologia que permite que o IGP, ou Integrated Graphics Processor, e a GPU discreta, ou Graphics Processing Unit, formem uma configuração CrossFire para aumentar a capacidade do sistema de renderizar cenas 3D, enquanto a tecnologia Hybrid CrossFireX está presente nos chipsets 790GX e 890G, com dois slots PCI-E x16 físicos fornecidos com largura de banda x8, podem formar uma configuração Hybrid CrossFireX com duas placas de vídeo e o IGP, aprimorando as capacidades de renderização 3D.
Os resultados iniciais de desempenho combinados com uma placa de vídeo Radeon HD 2400 resultam em um aumento de 50% no desempenho em relação ao desempenho da Radeon HD 2400 independente, produtos para notebook também estarão disponíveis. Foram identificados três modos de operação, a saber: 
| Modo | IGP de bordo | Placa(s) de vídeo PCI-E discreta(s) (incluindo módulo(s) AXIOM / MXM) |
| --- | ------------ | --------------------------------------------------------------------- |
| Somente IGP on-board | On           | Off                                                                   |
| Modo discreto | Off          | On                                                                    |
| Modo Híbrido | On           | On                                                                    |
| Observações: O Hybrid CrossFireX estava anteriormente disponível apenas nos chipsets 790GX, 780G, 760G, 785G e 880G e 890GX, mas agora as APUs AMD das séries A6 e A8 podem ser usadas em configurações "Dual Graphics" com placas de vídeo HD 6570 e HD 6670. |              |                                                                       |

Um problema notável é que quando o IGP é pareado com uma placa de vídeo DirectX 10.1, toda a configuração híbrida CrossFire suportará somente DirectX 10.0, e o UVD no IGP será desligado. O novo chipset 785G resolveu esse problema e oferece suporte ao DirectX 10.1.
A partir de 2012, parece que este "Hybrid CrossFireX" é chamado de "Dual Graphics". A AMD afirma que – para uma APU A8-3850 emparelhada com uma placa de vídeo HD 6670 – os gráficos duplos mais que dobram o desempenho (o benchmark aumentou em 123%) em comparação com a APU sozinha. Mas o desempenho de uma placa de vídeo HD 6670 independente não parece ser declarado ou comparado. No entanto, a revista de informática japonesa ASCII publicou gráficos mostrando melhorias valiosas para a combinação do A8-3850 com o HD 6450, HD 6570 e HD 6670, assim como a Tom's Hardware e a Hardware Canucks. Além disso, nesta questão, há certas combinações de APU+GPU que funcionam apenas no Directx 10 ou superior, com a APU gráfica sendo a GPU de renderização padrão, principalmente as séries A6/A8-3000 e HD 6490/7400.

### SurroundView
SurroundView é um termo de marca/marketing para a capacidade de controlar múltiplos monitores, conforme disponível no chipset ATI RS480. No máximo quatro monitores com uma placa gráfica discreta podem ser conectados às portas de saída de vídeo suportadas (uma por meio de LVDS, que pode ser uma porta HDMI ou DVI-D e uma porta D-Sub), no "modo de área de trabalho estendida" ou "modo clone/espelho/duplicado". O processador gráfico integrado e o processador gráfico discreto trabalham em paralelo para controlar vários monitores. Portanto, o SurroundView é diferente do Hybrid CrossFireX.
O sucessor do SurroundView é o AMD Eyefinity.

### PowerXpress
Disponível nos principais chipsets móveis IGP (AMD M780G e M690), a tecnologia PowerXpress permite a troca perfeita de gráficos integrados (IGP) para gráficos discretos em notebooks quando o notebook está conectado à fonte de alimentação CA para melhores recursos de renderização 3D, e vice-versa quando desconectado da fonte de alimentação para aumentar a vida útil da bateria. O processo não requer reinicialização do sistema como no passado e em alguns casos atuais implementações de notebook e apresenta uma interface de usuário dentro do driver que pode criar perfis de aplicativos para execução em GPUs especificadas. Além disso, modelos de GPU mais recentes apresentam um estado de economia de energia ultrabaixa (ULPS) que desabilita completamente a GPU discreta quando não está em uso, economizando ainda mais energia. No entanto, esse recurso provou ser problemático quando drivers inadequados foram instalados.
O suporte Linux atual para esse recurso pode estar completo desde o Catalyst 11.4 (driver fglrx 8.840 ou mais recente), de acordo com um artigo da Phoronix. Atualmente, o X.org não oferece suporte para troca a quente de placas gráficas sem reiniciar o servidor X.
| Modo    | Conectado à alimentação CA? | IGP on-board | AXIOM /MXM discreto Módulo(s) de GPU | Configurações de energia padrão do PowerPlay |
| ------- | --------------------------- | ------------ | ------------------------------------ | -------------------------------------------- |
| Modo CA | Sim                         | Off          | On                                   | "Desempenho máximo"                          |
| Modo DC | Não                         | On           | Off                                  | "Máxima duração da bateria"                  |

O nome da tecnologia interna da AMD é PowerXpress
- PowerXpress v1 – v3.0, foram marcados com o mesmo nome, "PowerXpress"
- PowerXpress v4.0, o nome externo foi renomeado como "Dynamic Switchable Graphics" (DSG).[19][20]
- PowerXpress v5.0 - presente, DSG é renomeado como "Enduro".[21]